# Principiul lui Novikov al auto-consistenței
Principiul lui Novikov al auto-consistenței, cunoscut și drept conjectura lui Novikov a auto-consistenței și legea lui Larry Niven a conservării istoriei, este un principiu dezvoltat de fizicianul rus Igor Dmitriyevich Novikov la mijlocul anilor 1980. Novikov intenționa prin el să rezolve problema paradoxurilor în călătoria în timp, ceea ce este teoretic permis în anumite soluții ale relativității generale care conțin așa-numitele curbe temporale închise. Principiul afirmă că, dacă există un eveniment care ar cauza un paradox sau orice "schimbare" a trecutului, atunci probabilitatea acelui eveniment este zero. Ar fi astfel imposibil să se creeze paradoxuri temporale. 

## Istoric
Fizicienii știu de mult timp că unele soluții ale teoriei relativității generale conțin curbe temporale închise — de exemplu, universul Gödel. Novikov a discutat despre posibilitățile curbelor temporale închise (CTC) [în engleză, closed timelike curves] în cărțile pe care le-a scris în 1975 și 1983, oferind opinia că numai călătoriile auto-consistente înapoi în trecut ar fi permise. Într-o lucrare din 1990 scrisă de Novikov și alții, „problema Cauchy în spațiu-timpuri ce conțin curbe temporale închise“, autorii afirmă: 
Singurul tip de încălcare a cauzalității pe care autorii l-ar considera inacceptabil este acela încorporat în conceptul științifico-fantastic de întoarcere în trecut și de ucidere a sinelui mai tânăr ("schimbarea trecutului"). Cu câțiva ani în urmă, unul dintre noi (Novikov10) a examinat pe scurt posibilitatea existenței CTC-urilor și a susținut că acestea nu pot implica acest tip de încălcare a cauzalității: evenimentele de pe o CTC sunt deja garantate ca fiind auto-consistente, a susținut Novikov; ele se influențează reciproc în jurul unei curbe închise într-un mod auto-echilibrat, ciclic și auto-consecvent. Ceilalți autori au ajuns recent la același punct de vedere.

## Legături externe
- Notion of the Past & Can We Change It? Arhivat în 10 aprilie 2006, la Wayback Machine. – speech by Novikov
- From wormhole to time machine: Comments on Hawking's Chronology Protection Conjecture, which also addresses the Novikov self-consistency principle
- Einstein Physics prevent paradoxical time travel
- Time Travel and Modern Physics